# La Javie
La Javie – miejscowość i gmina we Francji, w regionie Prowansja-Alpy-Lazurowe Wybrzeże, w departamencie Alpy Górnej Prowansji.

## Demografia
Według danych na rok 1990 gminę zamieszkiwało 297 osób, a gęstość zaludnienia wynosiła 8 osób/km². W styczniu 2015 r. La Javie zamieszkiwały 404 osoby, przy gęstości zaludnienia wynoszącej 10,9 osób/km².